# Catherine Spaak
Pour les articles homonymes, voir Spaak.
Catherine Spaak, née le 3 avril 1945 à Boulogne-Billancourt (France) et morte le 17 avril 2022 à Rome (Italie), est une actrice et chanteuse franco-belge, naturalisée italienne.
Elle a fait presque toute sa carrière en Italie. La comédie à l'italienne lui permit d'imposer à l'écran, aux côtés des « monstres » satiriques Vittorio Gassman, Ugo Tognazzi ou Nino Manfredi, un personnage d'adolescente moderne et délurée qui marqua l'imaginaire de son époque. Certains de ses films — Les Adolescentes, La Vie ardente — eurent maille à partir avec la censure démocrate-chrétienne.

## Biographie

### Famille
Née en France, elle est issue d'une famille franco-belge qui compte parmi ses membres des artistes et des hommes et des femmes politiques. Sa mère était l'actrice française Alice Perrier, plus connue sous son pseudonyme Claudie Clèves (it), son père Charles Spaak était scénariste de cinéma, sa sœur Agnès était également actrice et plus tard photographe, tandis que son oncle Paul-Henri a été plusieurs fois Premier ministre de Belgique et sa cousine Antoinette Spaak a été parlementaire et Présidente du FDF. Sa tante était la Résistante Suzanne Spaak.

### Carrière
Après avoir joué un petit rôle à seulement 14 ans dans le film Le Trou de Jacques Becker, elle fait ses débuts en Italie en 1960 avec Les Adolescentes d'Alberto Lattuada, qui conditionnera ses rôles ultérieurs, centrés sur le stéréotype de l'adolescente sans scrupules. Le même personnage, avec quelques variations près, se retrouve dans de nombreux films qu'elle a joués dans la première moitié des années 1960, comme Jeunes Gens au soleil, Le Fanfaron, L'Ennui et sa diversion, l'érotisme, La Vie ardente, La Fille de Parme, Une fille qui mène une vie de garçon et Elle est terrible, sur le tournage desquels elle a rencontré Fabrizio Capucci (it), qu'elle a épousé en 1963. Cette union n'a pas duré longtemps, mais une fille en est née, Sabrina, qui est devenue actrice de théâtre.

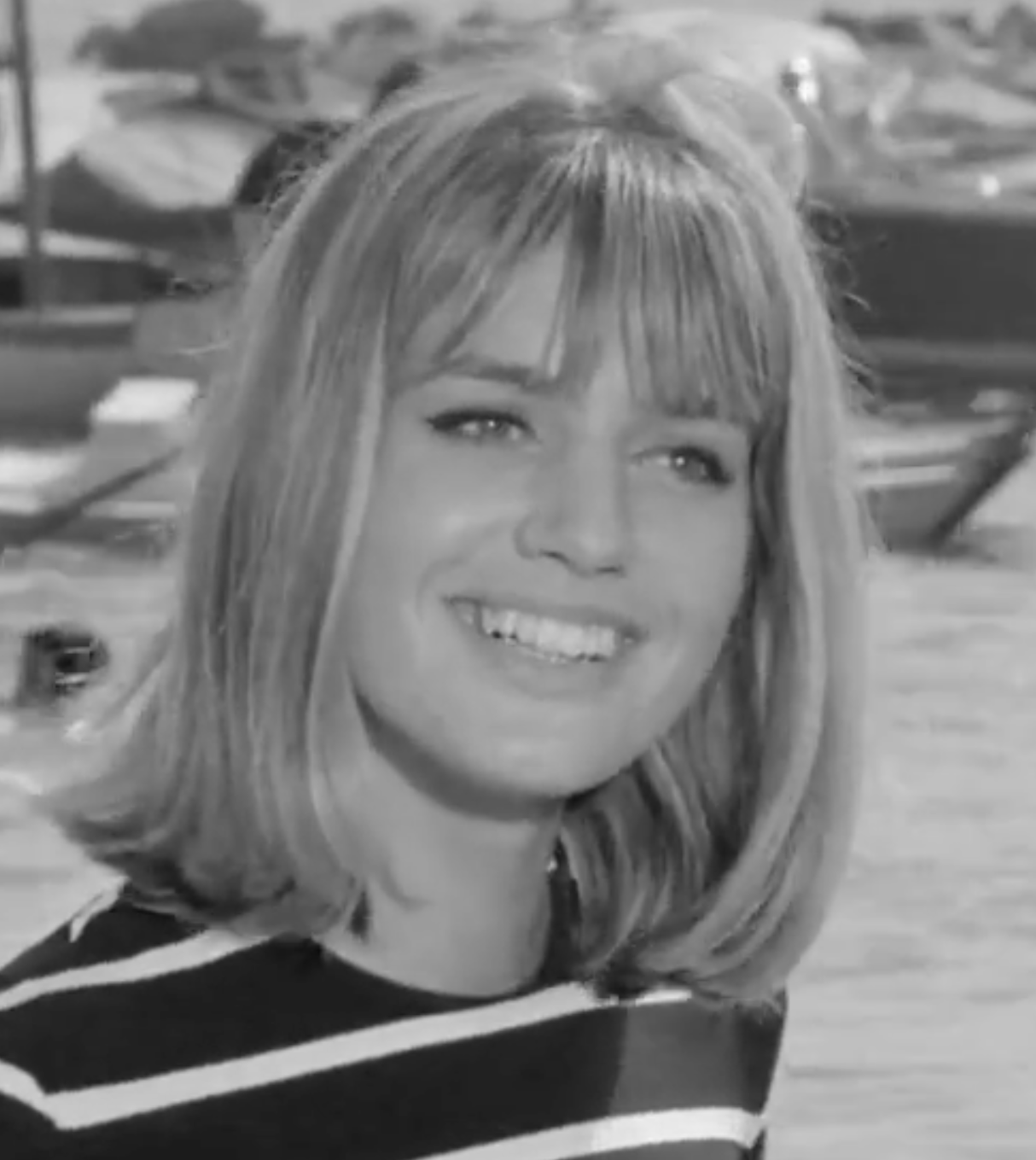
Catherine Spaak en 1962 dans Le Fanfaron.

À la même époque, Dischi Ricordi lui propose un contrat et ses premiers 45-tours sortent, dont Mi fai paura (1964) (Alberto Testa (it)-Iller Pattacini (it)) ; certains (Quelli della mia età, reprise de Tous les garçons et les filles de Françoise Hardy et L'esercito del surf également connu sous le nom de Noi siamo i giovani) deviennent des succès du palmarès musical, grâce aussi à la promotion des variétés de la télévision du samedi soir dont elle est souvent l'invitée. 

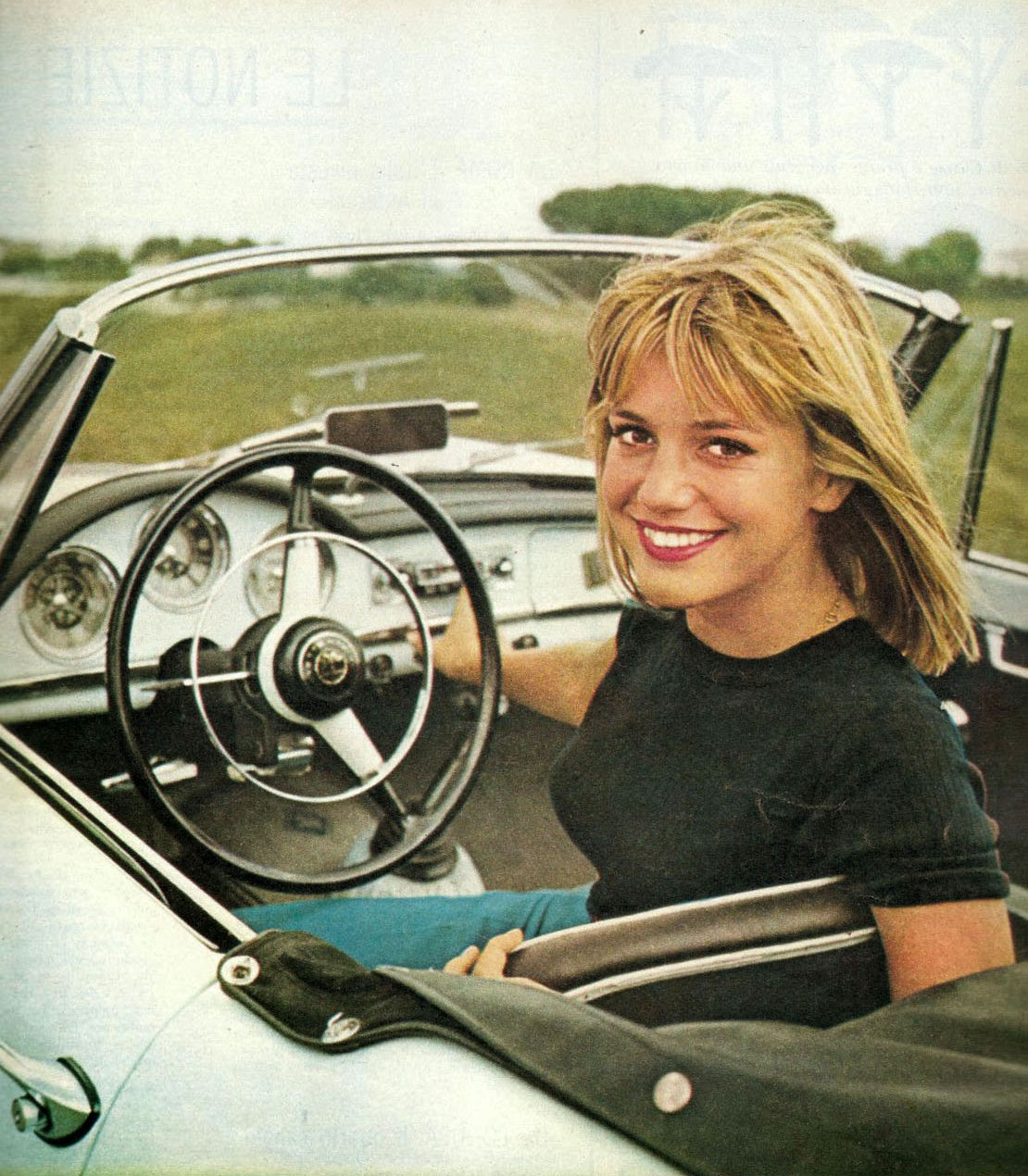
Catherine Spaak en 1962.

En 1964, elle reçoit la Targa d'oro aux Prix David di Donatello et continue à travailler en Italie avec les auteurs et les réalisateurs les plus célèbres, devenant une présence récurrente dans la comédie italienne (L'Armée Brancaleone, Adulterio all'italiana, L'Amour à cheval, Certain, probable et même possible). En 1967, on lui propose le rôle principal dans L'Homme à la Ferrari de Dino Risi, aux côtés de Vittorio Gassman et Eleanor Parker, mais le rôle est ensuite attribué à l'américaine Ann-Margret.
Compte tenu de ses récent succès, Catherine Spaak tente également en 1967 de se faire un nom à Hollywood, en participant à Hôtel Saint-Gregory, réalisé par Richard Quine, mais le film, malgré une distribution importante, n'est pas bien accueilli et l'expérience reste isolée.
En France, après un petit rôle dans La Ronde de Roger Vadim, elle est surtout connue pour son interprétation de la jeune fille de Zuydcoote dont s'amourache Jean-Paul Belmondo en juin 1940 dans Week-end à Zuydcoote d'Henri Verneuil (1964).
Elle joue plus tard dans de nombreuses coproductions franco-italiennes, partageant parfois l'affiche avec des vedettes françaises comme Jacques Perrin dans La Vie ardente ou Jean-Louis Trintignant dans L'Amour à cheval et Le Fanfaron. Elle participe plus tard aux téléfilms français Le Jour le plus court de Pierre Kast (1983), Julie, chevalier de Maupin de Charlotte Brändström (2004) et elle interprète le rôle de Reine Grenier dans la saison 2 de la série Une famille formidable avant d'être remplacée par Béatrice Agenin.

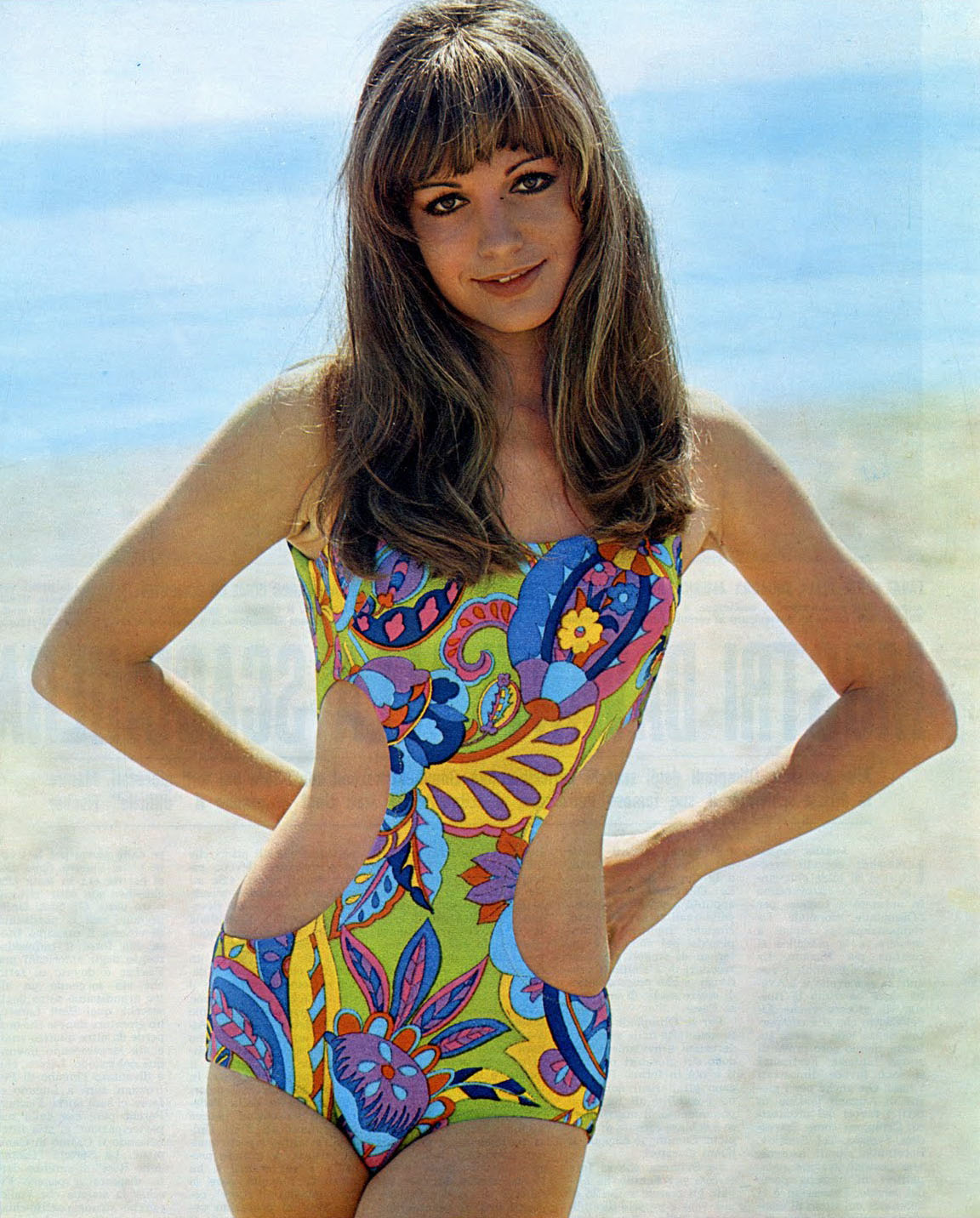
Catherine Spaak en 1968.

En 1968, sous la direction d'Antonello Falqui (it), elle joue dans La vedova allegra, une comédie musicale pour la télévision basée sur l'opérette du même nom, mais dans les parties vocales, elle est doublée par Lucia Mannucci (it) du Quartetto Cetra. Son partenaire masculin était Johnny Dorelli, qu'elle a épousé en 1972 et avec qui elle a eu un fils, Gabriele, avant leur séparation en 1979. À partir de 1970, elle a commencé à écrire pour plusieurs journaux, collaborant avec le Corriere della Sera, Amica, Marie Claire, Il Mattino, TV Sorrisi e Canzoni (it).
Au cours de cette décennie, elle participe à de nombreux films de genre, des westerns (La Chevauchée terrible) à l'érotisme de couvent (Une histoire du XVIIe siècle), de l'horreur (Le Chat à neuf queues de Dario Argento) au drame Chers Parents, où elle joue le rôle - courageux pour l'époque - d'une lesbienne, et participe à la comédie culte Fièvre de cheval réalisée par Steno.
Dans la saison 1978-1979, elle joue le rôle de Rossana dans la comédie musicale Cyrano (de Riccardo Pazzaglia et Domenico Modugno), mise en scène par Daniele D'Anza ; dans la saison suivante, elle est remplacée par Alida Chelli.
Au début des années 1980, elle joue à nouveau dans quelques comédies à succès aux côtés de Paolo Villaggio (Rag. Arturo De Fanti, bancario precario (it)) et d'Alberto Sordi (Moi et Catherine), avant de réduire progressivement son activité cinématographique.
En 1990, elle revient au cinéma dans le dernier film dans lequel elle a joué avec Monica Vitti, Scandale secret.

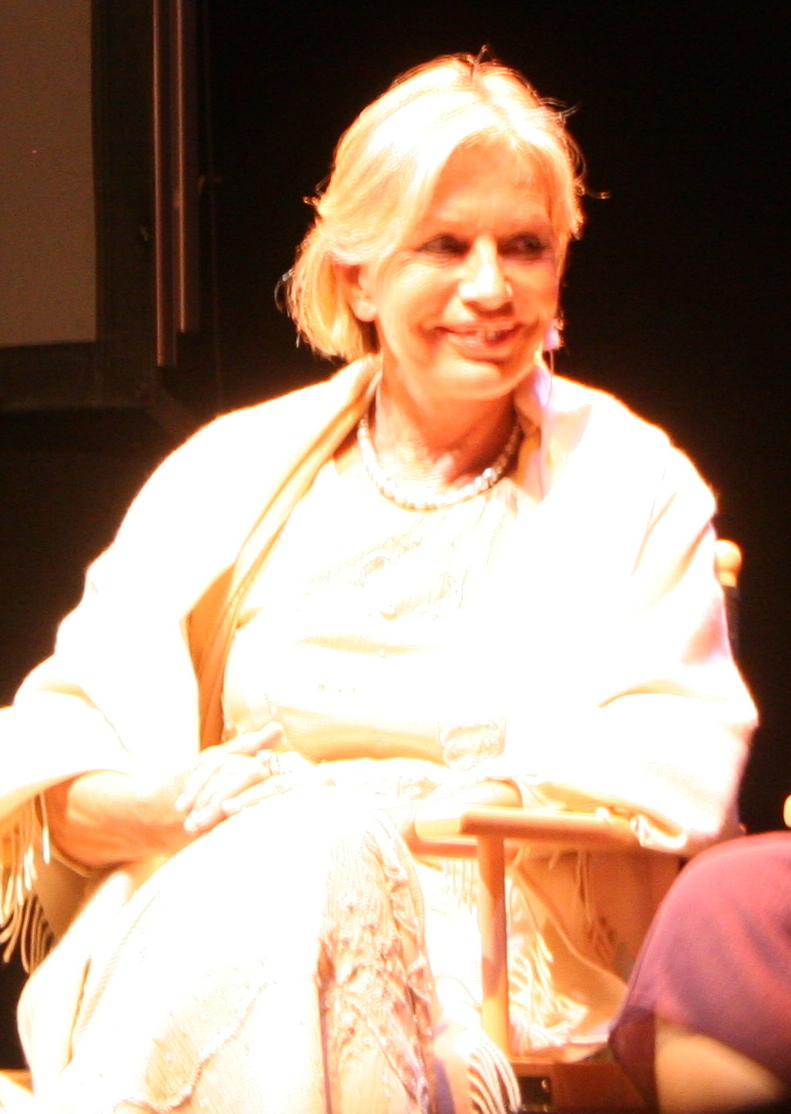
Catherine Spaak en 2008.

Du 28 septembre 1985 à 1988, elle a animé les trois premières éditions de l'émission Forum (it) avec le juge Santi Licheri (it). Auteur et animatrice de débats télévisés à succès, dont le plus célèbre reste Harem (plus de 15 éditions pour Rai 3), elle était très appréciée du public pour son élégance et son raffinement. Au cours de la saison télévisuelle 2002-2003, elle a été présentatrice sur LA7 dans l'émission Il sogno dell'angelo, un talk-show axé sur la spiritualité.
Après la fin de sa période la plus active à la télévision, elle est revenue au cinéma au tournant des années 2000 dans de nombreuses comédies.
En 2007, elle a participé à l'émission Ballando con le stelle, mais a été éliminée dès la troisième semaine. En 2015, elle était l'une des candidates de la dixième édition de l'émission de téléréalité L'isola dei famosi, diffusée sur Canale 5 et animée par Alessia Marcuzzi ; cette expérience ne lui a pas laissé de bons souvenirs (« Le bateau bougeait beaucoup, on s'est cogné, quelqu'un riait, un autre ne riait pas. Je peux dire que j'ai passé la pire demi-heure de ma vie ») et elle interrompt cet engagement le 2 février 2015. Avec Brigitte Bardot, elle a participé à l'appel lancé à José Manuel Durão Barroso pour une Journée européenne du végétarisme,.

### Mort
Début mars 2020, Catherine Spaak est victime d'une hémorragie cérébrale, qui lui provoque également des crises d'épilepsie, en raison d'une lésion dans son cerveau ; elle fait également état de sa maladie dans l'émission Storie Italiane en septembre de la même année, exhortant les malades à faire preuve de détermination et de courage pour affronter leur maladie et également à ne pas se renfermer sur eux-mêmes (dans la même interview, elle avait également parlé de la façon dont l'accident vasculaire cérébral avait altéré sa vue et sa motricité). Après cette interview, son état de santé se détériore rapidement et une nouvelle ischémie, ainsi que l'évolution de la maladie, entraînent sa mort deux ans plus tard, le 17 avril 2022 à Rome, à l'âge de 77 ans,. Les funérailles ont eu lieu le 21 avril dans la plus stricte intimité.

### Vie privée

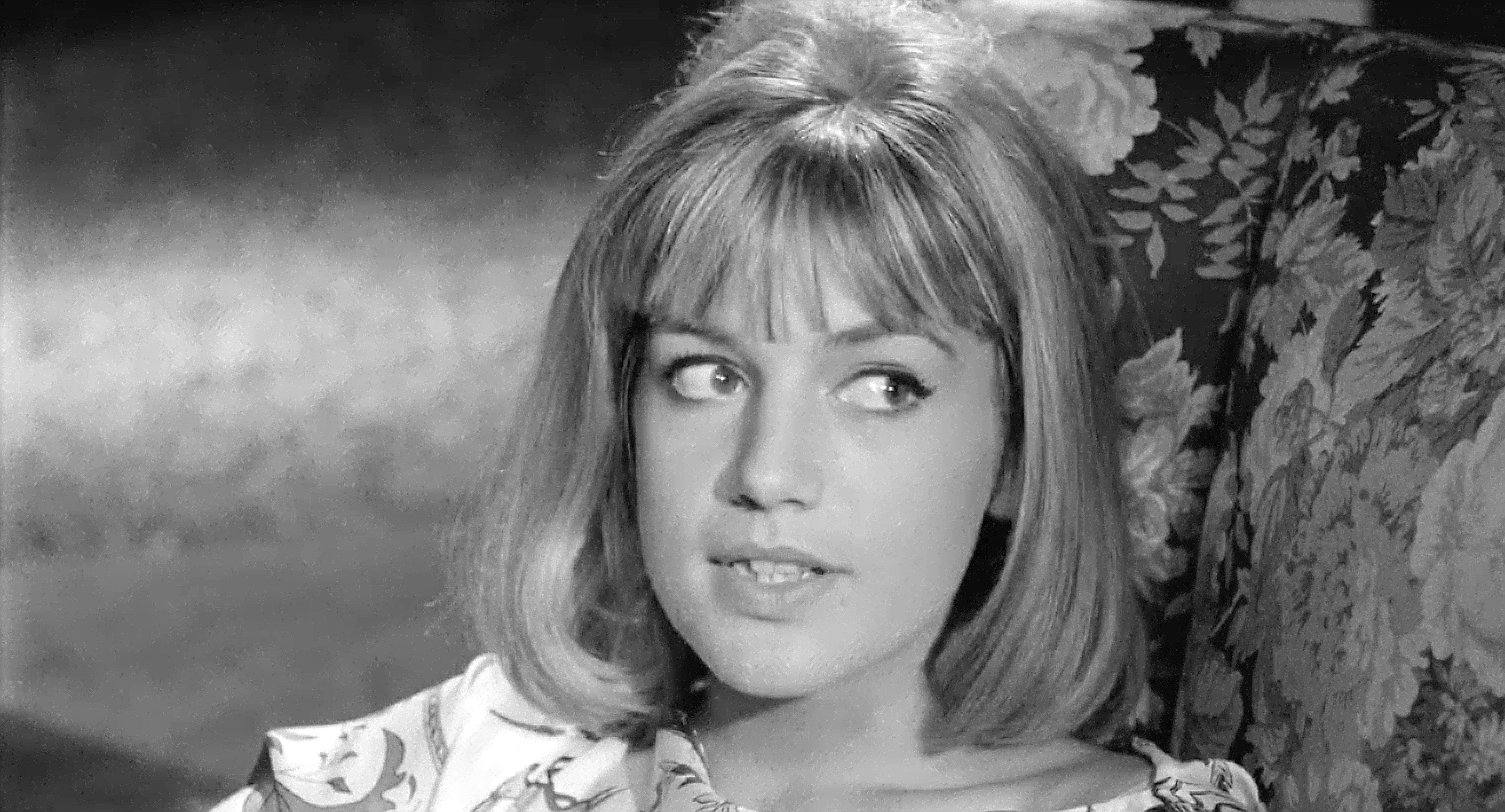
Dans Le Fanfaron (1962).

Catherine Spaak fut mariée aux acteurs Fabrizio Capucci (it) (1963-1971) et Johnny Dorelli (1972-1979).
De 1993 à 2010, elle est l'épouse de l'architecte Daniel Rey et, de 2013 à juin 2020, de Vladimiro Tuselli.

## Filmographie

### Télévision
- 1968 : La vedova allegra (téléfilm) : Anna Glavary
- 1978 : La gatta (it) (série télévisée)
- 1979 : Racconti di fantascienza (it) (série télévisée)
- 1982 : Le Jour le plus court (téléfilm)
- 1983 : Benedetta e company (téléfilm)
- 1983 : La Martingale (téléfilm) : Giordana Muller
- 1984-1986 : Un seul être vous manque (série télévisée) : Juliette
- 1986 : Le Rire de Caïn (série télévisée) : Netta
- 1986 : Cinéma 16 (téléfilm) : Jours de sable de Youri (série télévisée) : Hélène
- 1986 : Affari di famiglia (it) (téléfilm) : Marisa Benetti
- 1987 : La voglia di vincere (it) (série télévisée) : Lisa
- 1993 : Une famille formidable (Série TV) : Reine
- 2000 : Il ritorno del piccolo lord (téléfilm) : Veronica
- 2004 : Julie, chevalier de Maupin (téléfilm) : la mère supérieure
- 2006 : Questa è la mia terra (it) (série télévisée) : Emma De Santis
- 2011 : Zen (série télévisée) : la mère de l'inspecteur Zen

## Discographie

### Albums
- 1963 : Catherine Spaak
- 1964 : Noi siamo i giovani
- 1970 : Promesse... Promesse avec Johnny Dorelli
- 1974 : Toi et moi avec Johnny Dorelli
- 1976 : Catherine Spaak
- 1978 : Cyrano avec Domenico Modugno

#### Télé-réalité

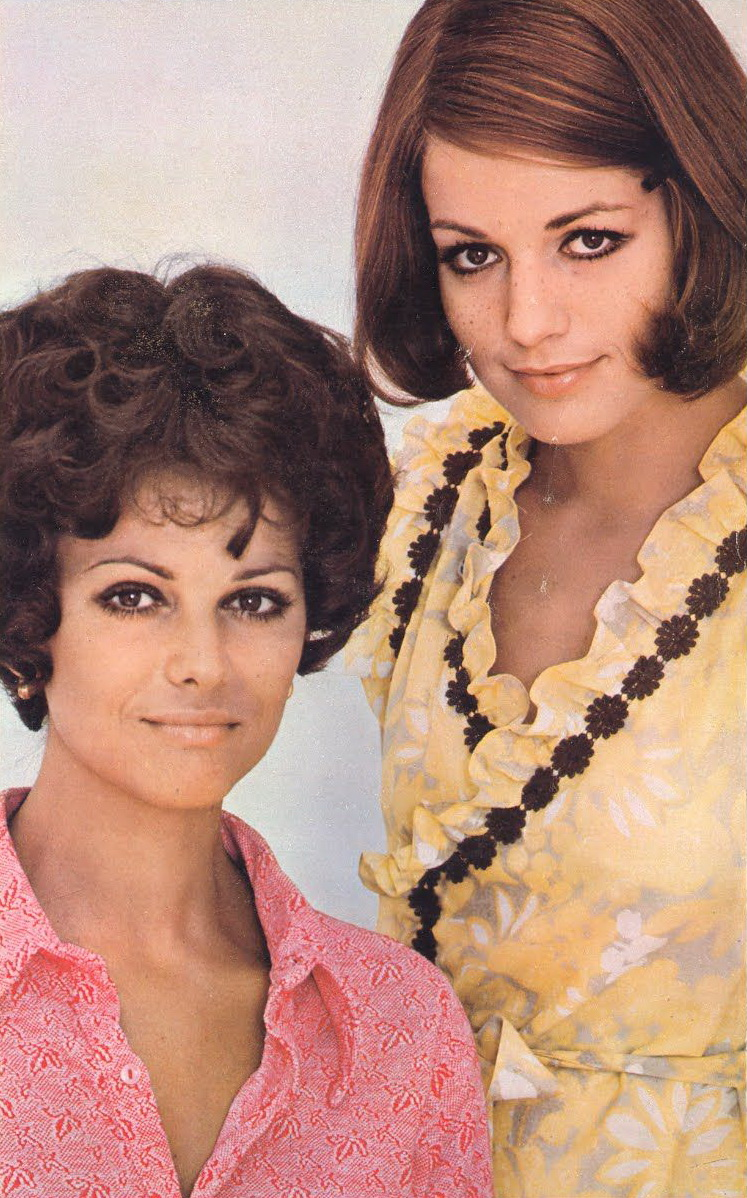
Claudia Cardinale et Catherine Spaak dans Certain, probable et même possible (1969).

En 2007, Catherine Spaak participe à l'émission Ballando con le stelle. Elle est éliminée lors de la 3e semaine.
En 2015, elle participe à l'émission L'isola dei famosi 10. Au bout d'une journée elle abandonne l'aventure.

## Distinctions
- David di Donatello : Plaque d'or (Targa d'oro) en 1964[16].